# Vysoké Javorníky
Vysoké Javorníky jsou geomorfologický podcelek Javorníků. Leží v severozápadní části Trenčínského a v západní části Žilinského kraje.

## Vymezení
Podcelek se nachází na Horním Pováží a vytváří pás území mezi Nízkými Javorníky a státní hranicí s Českem. V jednoduchosti území vymezuje údolí Bielej vody a Lysiek na jihozápadě, pak na západě zmiňovaná hranice, na severu i východě údolí Kysuce a jihovýchodní hranice vede pásmem sníženin.
Sousední krajinné celky jsou na území Slovenska Zadné vrchy a Hornokysucké podolie v rámci Turzovské vrchoviny, východním sousedem je Krasňanská kotlina, podcelek Kysucké vrchoviny a na jihu navazují Nízke Javorníky. Jihozápadní okraj vymezuje hranice s Kýčerskou hornatinou, podcelkem Bílých Karpat a na severozápadě vede státní hranice. 

### Části
- Javornická hornatina
- Rakovská hornatina
- Lazianska vrchovina
- Lysianska brázda

## Osídlení
Území je charakteristické příčnými dolinami s kopaničářským osídlením a jediným městem, ležícím ve Vysokých Javorníkách je Čadca. Dopravu zajišťuje síť silnic III. třídy, okrajem území vedou silnice i železniční tratě nadnárodního významu. 